# Ängel i natt (Hedez-låt)
"Ängel i natt" är en svensk dansbandslåt från 2000, skriven av Thomas G:son.
Låten spelades in av Hedez och utgavs som singel utan B-sida år 2000. Låten producerades och arrangerades av Vidar Alsterberg. Den spelades in i Purple Sound Studio med Conny Ebegård och Lennart Sjöholm som ljudtekniker. Hedez inspelning finns medtagen på samlingsalbumet Aktuell musik 17 (2000).
Hedez version tog sig in på Svensktoppen där den låg tretton veckor mellan den 6 januari och 31 mars 2001. Första tre veckorna låg den på femte plats vilket också blev dessa främsta placering.
Ytterligare en inspelning gjordes med Thorleifs. Den utgör fjortonde spår på bandets album Ingen är som du (2000).

## Låtlista
1. "Ängel i natt" (Thomas G:son)